# Bart Verbruggen
Bart Verbruggen (Breda, 18 de agosto de 2002) é um futebolista neerlandês que atua como goleiro, atualmente joga pelo Brighton & Hove Albion.

## Carreira

### Anderlecht
Verbruggen ingressou no Anderlecht em 2020 vindo do NAC Breda. Ele fez sua estreia profissional em 2 de maio de 2021, em um empate 2–2 da Pro League Belga contra o Brugge. Em 23 de fevereiro de 2023, ele defendeu três pênaltis durante uma disputa de pênaltis contra o Ludogorets Razgrad na segunda partida dos play-offs da fase eliminatória da Liga Conferência Europa de 2022–23, o que ajudou seu time a vencer por 3–0 nos pênaltis após um empate por 2–2 no total agregado.

### Brighton e Hove Albion
Em 3 de julho de 2023, Brighton & Hove Albion anunciou a contratação de Verbruggen em um contrato de cinco anos por € 20 milhões de euros.

## Carreira internacional
Em 17 de março de 2023, Verbruggen recebeu sua primeira convocação oficial para a Seleção Holandesa para as Eliminatórias da Eurocopa de 2024 contra a França e Gibraltar.